# Hayrettin Karaman
Hayrettin Karaman (geb. 1934 in Çorum) ist ein türkischer islamischer Theologe, Journalist und Schriftsteller.

## Leben
Hayrettin Karaman wurde 1934 auf einem Hof 20 km außerhalb in der anatolischen Stadt Çorum geboren. Karaman stammt aus einer einfachen, religiös-konservativen Familie. Seine Mutter entstammt einer meschetischen Muhacir-Familie, die 1893 nach Anatolien gekommen war. Sie war Analphabetin und bereits verwitwet, als sie Karamans Vater kennenlernte.
Karamans Vater war Schmied, stammte aus Oltu in der Provinz Erzurum. Die Familie hatte die Region im Jahre 1910 nach der russischen Eroberung verlassen und sich in Çorum niedergelassen. Dort heiratete der Vater, verlor seine Frau, heiratete Karamans spätere Mutter und zog als sogenannter „interner Schwiegersohn“ (türk. içgüvey) in den Haushalt der Schwiegereltern. Der Vater lernte die „neue Schrift“ erst beim Militärdienst. Um sich den staatlichen Modernisierungs- und Zwangsmaßnahmen so weit wie möglich zu entziehen, wurde schon im Kindesalter die Praxis der „Geheimhaltung“ eingeübt.
Den ersten Koranunterricht erhielt Karaman von Zahide, seiner Großmutter mütterlicherseits. Karaman beendete die Grundschule, brach die Mittelschule aber nach einem Jahr ab und verließ den elterlichen Haushalt, ohne seine Eltern zu informieren. In Ankara versuchte Karaman sich als Straßenverkäufer und besuchte verschiedene Korankurse.
Im Alter von 18 Jahren begann Karaman mit der weiterführenden Schule in der damals gerade eingerichteten Schulform İmam-Hatip-Gymnasium in Konya. Da er sein Alter aber um zwei Jahre hatte herabsetzen lassen, wurde er der Schule verwiesen, da sein Alter und das Alter im Zeugnis der Grundschule nicht übereinstimmten. Karaman wiederholte die Prüfung der Grundschule als sogenannter Externer und setzte das İmam-Hatip-Gymnasium fort. 1956 schloss er die Ausbildung zum Imam ab und heiratete. Er und seine Frau bezogen eine Wohnung mit zwei Zimmern und Toilette im Garten. Aus der Ehe gingen zwei Söhne und eine Tochter hervor. Anschließend nahm Karaman ein Studium im neu eröffneten Institut für islamische Wissenschaften in Istanbul auf, das er 1963 abschloss. 1971 wurde er dort mit seiner Arbeit zum Idschtihād im islamischen Recht von den Anfängen bis ins 4. Jahrhundert Lehrbeauftragter (tr. öğretim üyesi). Nachdem dieses Institut 1982 in eine theologische Fakultät innerhalb der Marmara-Universität umgewandelt wurde, erhielt er 1983 den Doktorgrad, 1986 wurde er Doçent und wurde 1991 zum Professor ernannt. Im Dezember 2000 kündigte er nach über 40-jähriger Lehrtätigkeit sein Amt an der Universität. Angebote seitens der Politik hat er öfters abgelehnt, da er sich auf die Wiederbelebung des islamischen Bildungs- und Erziehungswesens auf wissenschaftlicher Ebene konzentrieren wollte.
Bis heute arbeitet er als Kolumnist bei der Istanbuler Tageszeitung Yeni Şafak. Außerdem ist er seit seiner Gymnasialzeit in Konya als Lyriker tätig. Seine zahlreichen Gedichte wurden von Mehmet Emin Ay und Amir Ateş vertont und als İlahi (religiöse Musik) gesungen.